# دریاچه هریت

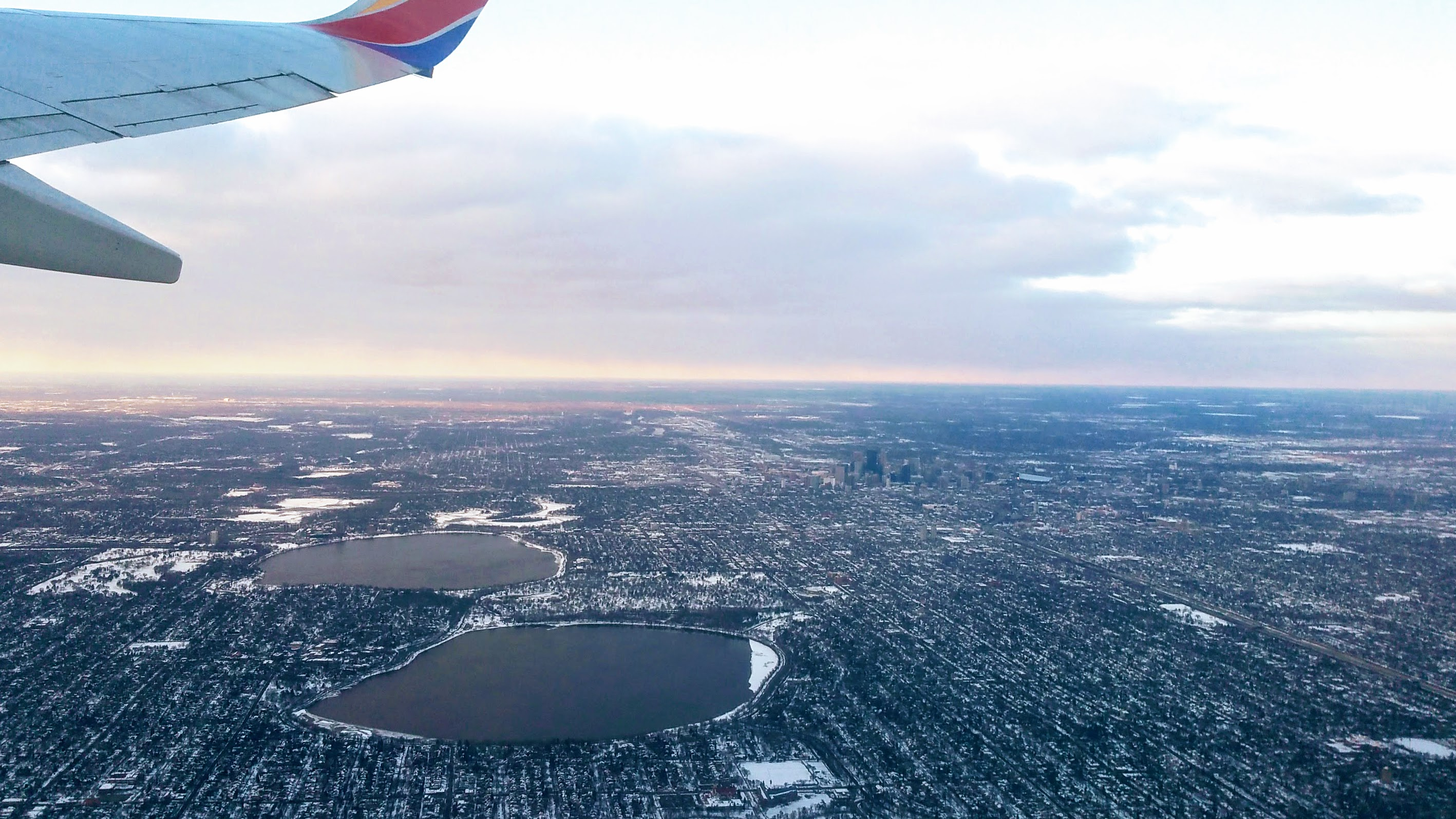
تصویر هوایی از دریاچه هریت (پایین وسط) و دریاچه کالهون (بالا، سمت چپ) به همراه آسمانخراش‌های شهر مینیاپولیس در پس زمینه.

دریاچه هریت در جنوب غربی شهر مینیاپولیس و جنوب دریاچه کالهون واقع می‌باشد. این دریاچه جزو زنجیره دریاچه‌ها می‌باشد که به خاطر امکانات تفریحی آن از جمله قایق سواری و مسیر پیاده‌روی و دوچرخه سواری دور آن شهرت دارد.